# Distretto amministrativo meridionale
Il distretto amministrativo meridionale, in russo Южный административный округ?, è uno dei 12 distretti amministrativi in cui è suddivisa la città di Mosca.
È servito dalle linee di metropolitana Zamoskvoreckaja, Serpuchovsko-Timirjazevskaja, Ljublinsko-Dmitrovskaja e Kachovskaja, nonché dalle stazioni Šabolovskaja e Leninskij Prospekt della linea Kalužsko-Rižskaja.
Viene suddiviso in 16 quartieri:
- Birjulëvo Vostočnoe (Бирюлёво Восточное)
- Birjulëvo Zapadnoe (Бирюлёво Западное)
- Brateevo (Братеево)
- Danilovskij (Даниловский)
- Donskoj (Донской)
- Zjablikovo (Зябликово)
- Moskvoreč'e-Saburovo (Москворечье-Сабурово)
- Nagatino-Sadovniki (Нагатино-Садовники)
- Nagatinskij Zaton (Нагатинский Затон)
- Nagornyj (Нагорный)
- Orechovo-Borisovo Severnoe (Орехово-Борисово Северное)
- Orechovo-Borisovo Južnoe (Орехово-Борисово Южное)
- Caricyno (Царицыно)
- Čertanovo Severnoe (Чертаново Северное)
- Čertanovo Central'noe (Чертаново Центральное)
- Čertanovo Južnoe (Чертаново Южное)